# Luchthaven Ny-Ålesund Hamnerabben
Luchthaven Ny-Ålesund Hamnerabben is een vliegveld in Ny-Ålesund op Spitsbergen. Het vliegveld is van het bedrijf Kings Bay, dat ook eigenaar is van de fabrieksnederzetting Ny-Ålesund. Op Ny-Ålesund landen alleen vliegtuigen van Lufttransport, dat gebruikmaakt van de Dornier Do 228.
De luchthaven ligt aan het Kongsfjord.